# Acadèmia Àrab de Ciència, Tecnologia i Transport Marítim
L'Acadèmia Àrab de Ciència, Tecnologia i Transport Marítim (AASTMT) (àrab: الأكاديمية العربية للعلوم والتكنولوجيا والنقل البحري, al-Akādīmiyya al-ʿArabiyya li-l-ʿUlūm wa-t-Tiknūlūjiyā wa-n-Naql al-Baḥrī) és una universitat regional operada per la Lliga Àrab que gestiona programes de transport marítim, empresarials i enginyeria. L'AASTMT va començar com una noció a les reunions del Comitè de Transport de la Lliga Àrab l'11 de març de 1970. La creació de l'Acadèmia es va dur a terme l'any 1972 a la ciutat d'Alexandria, Egipte. Després d'això, es va expandir al Caire.

## Col·legis
- Tecnologia i transport marítim
- Arqueologia i Patrimoni Cultural
- Enginyeria i Tecnologia
- Gestió i tecnologia
- Informàtica i Tecnologies de la Informació
- Escola de Postgrau en Negocis
- Transport internacional i logística
- Llengua i Comunicació
- Tecnologia de la pesca i aqüicultura
- Facultat de Farmàcia
- Facultat de Dret
- Facultat de Medicina Dental
- Facultat d'Intel·ligència Artificial
- Facultat de Medicina

La universitat usa com a llengües de treball l'àrab, l'anglès i el francès.